# Xavier Biscayzacú
Xavier Biscayzacú Vázquez (Veracruz, 28 de marzo de 2005), más conocido como Xavi Biscayzacú, es un futbolista mexicano, de ascendencia uruguaya, que juega de centrocampista en Defensor Sporting Club de la Primera División de Uruguay.

## Trayectoria
Biscayzacú tuvo pasó por las formativas de ISyD Rincón de Carrasco, Deportivo Cali, Club Ombú y Defensor Sporting. El 13 de octubre de 2023 firmó su primer contrato profesional con Defensor Sporting.
Hizo su debut profesional con el club en una derrota por 2-1 en la Primera División uruguaya ante Rampla Juniors el 18 de agosto de 2024.
Campeón de la 'Copa AUF Uruguay 2024', con un gol en las semifinales contra el Boston River.

## Selección nacional
Fue convocado por primera vez a la selección mexicana sub-16 en 2020, antes de ser convocado a un campo de entrenamiento para Uruguay antes de la Copa Mundial de Fútbol de 2022. Formó parte de la selección nacional mexicana sub-20 que ganó el Campeonato Sub-20 de la Concacaf de 2024.

## Vida privada
Xavier es hijo del entrenador y exjugador de fútbol uruguayo Gustavo Biscayzacú, y nació en México mientras su padre jugaba en la Liga MX en ese momento.